# Autoroute M4 (Grande-Bretagne)
Pour les articles homonymes, voir M4.
Ne doit pas être confondu avec la route britannique A4.
L'autoroute M4 est une autoroute du Royaume-Uni d'une longueur de 305 km. Construite entre 1961 et 1996, elle est la route principale pour les véhicules au pays de Galles. 
L'autoroute commence à Londres, au quartier de Chiswick. La plus grande partie de l'autoroute M4 en Angleterre a six voies de circulation, mais la Chiswick Flyover a seulement quatre voies. L'autoroute permet de rejoindre l'aéroport de Londres-Heathrow et elle a une grande jonction avec l'autoroute M25. Elle passe par les villes de Slough et Maidenhead, et ensuite elle longe la grande ville de Reading et la ville de Newbury. Elle passe par la ville de Swindon (l'usine d'Honda y est située), et ensuite par la grande ville de Bristol. L'autoroute a une jonction avec l'autoroute M5 (au sud-ouest et Midlands de l'Ouest de l'Angleterre), puis elle traverse le fleuve Severn (ce pont a ouvert en 1996 - avant qu'il se soit ouvert, il y avait un autre pont, qui actuellement porte l'autoroute M48 au-dessus du fleuve). Après ça, l'autoroute passe par la ville de Newport, et par la capitale et plus grande ville du pays de Galles, Cardiff. Après Cardiff l'autoroute a quatre voies de circulation, et elle passe par les villes de Bridgend, Port Talbot et Swansea. Elle se termine environ quinze kilomètres au nord-ouest de Swansea, à sa jonction avec la route A48.